# Dentro l'anima... e qualcosa dei giorni passati
Dentro l'anima... e qualcosa dei giorni passati è il settimo album del gruppo I Cugini di Campagna, pubblicato dalla Pull nel 1978. È caratterizzato dall'entrata di Paul Manners, che continua la tradizione del complesso con la sua voce in falsetto. Ivano Michetti prende il posto al basso lasciato da Flavio Paulin.

## Tracce

### Lato A
1. Dentro l'anima (Michetti)
2. Prigioniero  (Michetti)
3. Adamo ed Eva  (Michetti)
4. Il vecchio mulino  (Michetti)

### Lato B
1. Donna (Michetti)
2. Halloo cousins! (Michetti/Brandi)
3. Quel corpo fragile  (Michetti)
4. Che bella festa (Michetti)
5. Il grano, la terra, il sole (Michetti)

## Formazione
- Paul Manners - Voce solista e chitarre
- Ivano Michetti - Voce e bassi
- Silvano Michetti - Voce e percussioni
- Giorgio Brandi - Voce e tastiere